# آلخاندرا والنسیا
آلخاندرا والنسیا (اسپانیایی: Alejandra Valencia‎؛ زادهٔ ۱۷ اکتبر ۱۹۹۴) کماندار اهل مکزیک است.
وی در مسابقات کشوری و بین‌المللی در مجموع برندهٔ ۳ مدال طلا، ۳ مدال نقره، ۲ مدال برنز شده‌است.